# Vila Nova de Milfontes
Vila Nova de Milfontes est une ville et paroisse portugaise (freguesia) située dans la municipalité d'Odemira, dans le district de Beja, sur la rive nord de l'embouchure du fleuve Mira sur l'océan Atlantique. Elle fait partie du parc naturel du sud-ouest de l'Alentejo et de la Costa Vicentina.
Elle couvre une superficie de 75,88 km2 et compte 5031 habitants (2011). Sa densité de population est de 65,9 hab/km2.

## Histoire
Le site de Milfontes étant considéré comme l'un des meilleurs ports naturels de la côte sud du pays, l'occupation primitive de celui-ci remonte à l'âge du fer et on a découvert en 1939 au lieu-dit Foros do Galeado une nécropole d'origine phénicienne et carthaginoise,,. Le rôle de la localité en tant que port maritime destiné principalement au commerce de minerais et d'autres biens matériels et alimentaires avec différents peuples méditerranéens est attesté par de nouvelles fouilles archéologiques : plusieurs fondations de bâtiments et de points d'accostage situés sur la rive droite du fleuve Mira ont été découverts, ce qui corrobore également la présence d'importantes colonies grecques et romaines dans la région au cours des siècles,.
Après la chute de l'Empire romain d'Occident, la région fut envahie par plusieurs peuples barbares, notamment les Alains, dont la capitale était située à Pax Júlia, l'actuelle ville de Beja, et les Wisigoths qui conquirent plus tard le territoire, l'intégrant dans le royaume wisigoth jusqu'à l'an 711, date à laquelle ils furent vaincus par le califat omeyyade lors de l'invasion musulmane de la péninsule ibérique.
Lors de la reconquête chrétienne de la péninsule Ibérique, au XIIIe siècle, le petit village de pêcheurs fut fortifié sur ordre de D. Soeiro Viegas (1210-1232), 4e évêque de Lisbonne, et plus tard, par D. Afonso III (1248-1279), qui lui octroya une Charte et, dans le but de repeupler la région, fit d'importantes donations de terres à l'Ordre de Santiago en récompense du rôle joué par celui-ci dans la guerre contre les Maures.
En 1486, D. João II (1481-1495) attribua le statut de villa (vila) au lieu alors appelé Milfontes, afin de protéger et de développer le commerce. Il le détacha de la municipalité de Sines à laquelle il appartenait auparavant, créant ainsi une nouvelle municipalité qui dura entre 1486 et 1836.
Étant située sur le littoral, la bourgade fut souvent dévastée entre les XVIe et XVIIIe siècles par des pirates, qui pillaient la population et les navires amarrés dans le port. L'une des attaques les plus violentes fut celle de corsaires d'Afrique du Nord qui incendièrent la ville et provoquèrent son abandon. Afin d'éliminer ce climat de peur et d'instabilité et d'assurer le repeuplement, D. Manuel I (1495-1521) publia en 1512 une nouvelle Charte. Il rebaptisa le lieu « Vila Nova de Mil Fontes » et ordonna en 1552 la construction d'un nouveau fort à l'endroit où se trouvaient les ruines de l'ancienne fortification. Après une nouvelle attaque en 1590 , le fort de São Clemente, également connu sous le nom de Castelo de Milfontes, fut construit au même endroit par décret du roi Philippe II de Portugal et III d'Espagne (1598-1621).
Au XIXe siècle, Vila Nova de Milfontes était un petit village de pêcheurs sans grande attractivité malgré son statut de municipalité. La bourgade ne comptait en 1801 que 1559 habitants. Vila Nova de Milfontes perdit son titre de municipalité en 1836 pour être intégrée à l'ancienne municipalité de Cercal, puis plus tard, en 1855, à celle d'Odemira, auquel elle appartient toujours aujourd'hui.
Au XXe siècle, la ville fut le théâtre d'un des principaux exploits de l'aviation portugaise : la première traversée aérienne entre le Portugal et Macao, effectuée par les aviateurs Brito Paes, né à Colos, dans la municipalité d'Odemira, et Sarmento Beires. Ce voyage vers l'Orient à bord de l'avion Pátria, deux ans après la première traversée aérienne de l'Atlantique Sud, entre Lisbonne et Rio de Janeiro par Gago Coutinho et Sacadura Cabral, débuta le 7 avril 1924 au départ de Campo dos Coitos, à côté de Vila Nova de Milfontes. En l'honneur des deux aviateurs et de leur exploit historique, un monument a été érigé par l'architecte Geraldes Cardoso et le sculpteur Soares Branco sur la Praça da Barbacã, à côté du fort de São Clemente.

## Démographie
| 1864 | 1878 | 1890 | 1900 | 1911 | 1920  | 1930  | 1940  | 1950  | 1960  | 1970  | 1981  | 1991  | 2001  | 2011  |
| 683  | 646  | 736  | 801  | 901  | 1 486 | 1 692 | 2 131 | 2 460 | 2 896 | 2 460 | 2 844 | 3 228 | 4 258 | 5 031 |

## Patrimoine

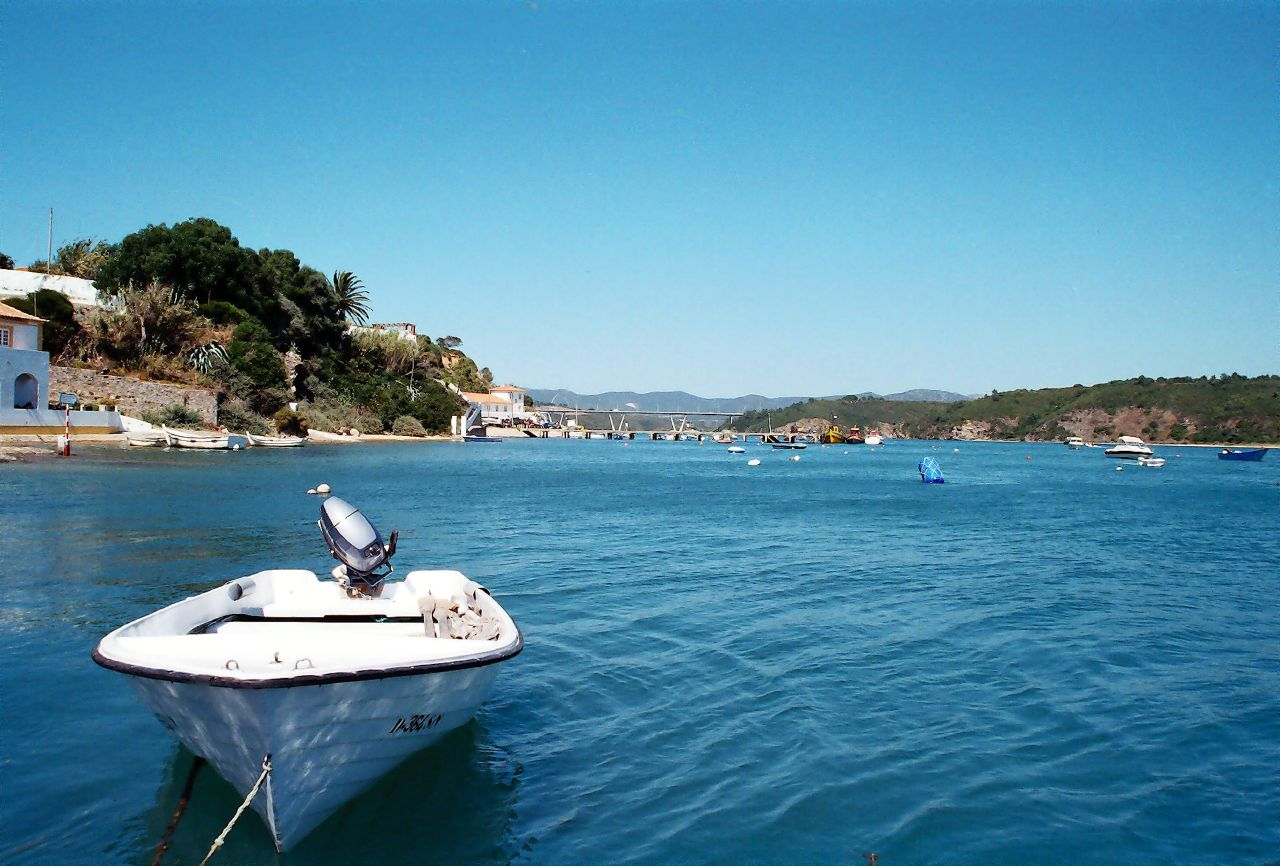
Estuaire du fleuve Mira, à Vila Nova de Milfontes.

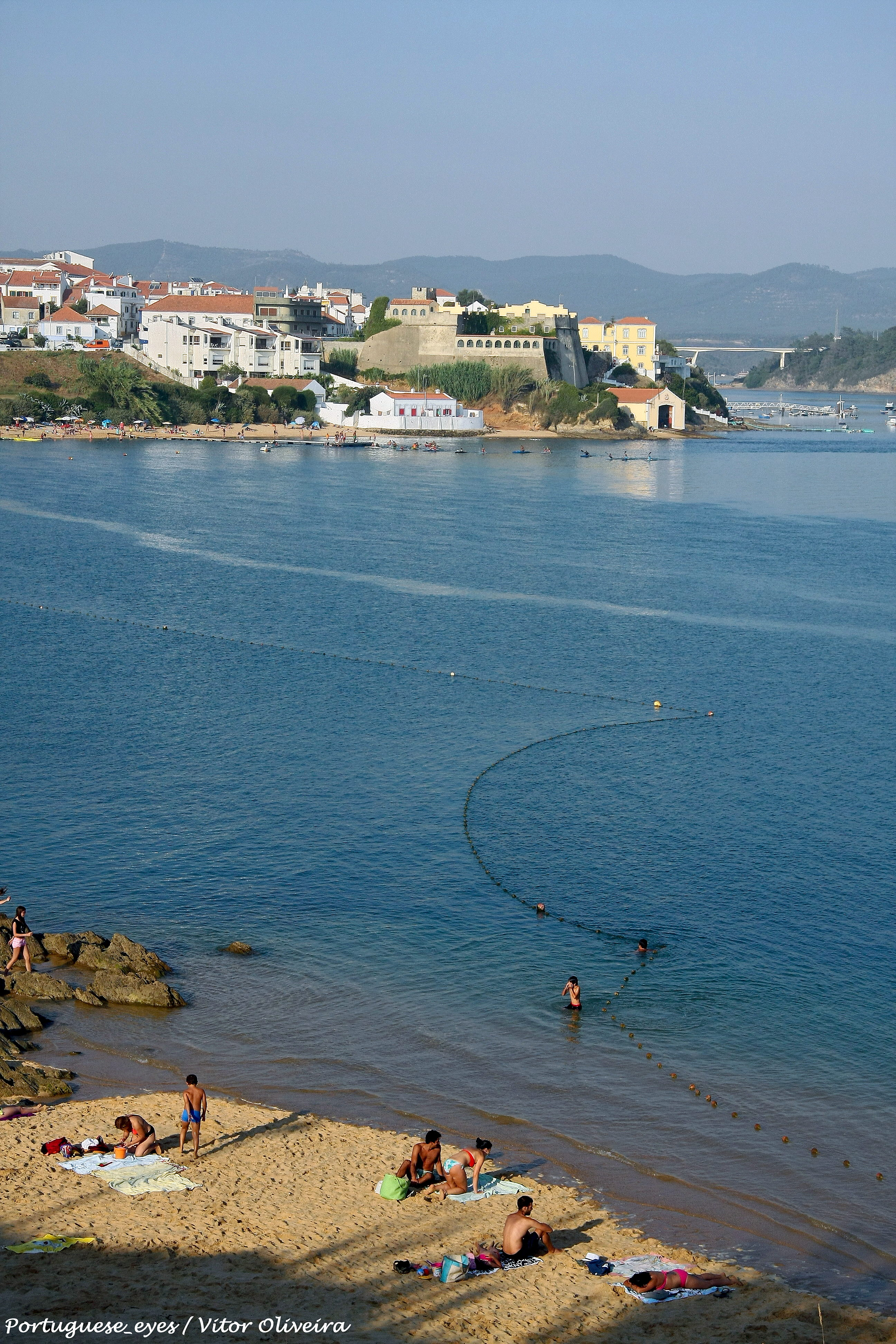
Vila Nova de Milfontes.

### Patrimoine culturel
- Fort de São Clemente ou Château de Vila Nova de Milfontes
- Parc naturel du sud-ouest de l'Alentejo et de la Costa Vicentina
- Église principale : Église de Nossa Senhora da Graça (Vila Nova de Milfontes)
- Ermitage de Santo António da Cela
- Ermitage de São Sebastião (Vila Nova de Milfontes)
- Auberge de l'Ordre de Santiago
- Phare de Vila Nova de Milfontes
- Moulin d'Asneira
- Site archéologique d'Alpendurada

### Autres points d'intérêt
- Cinéma Girassol
- Statue de l'Archange
- Estuaire du fleuve Mira
- Phare de Vila Nova de Milfontes
- Jardin public de Vila Nova de Milfontes
- Marché de Vila Nova de Milfontes
- Marché de Brunheiras
- Ferinha da Horta (marché dominical aux produits locaux)
- Monument aux aviateurs
- Pont de Vila Nova de Milfontes
- Porto das Barcas (port de pêche)
- Portinho do Canal
- Plage d'Aivados
- Plage d'Angra da Barreta
- Plage d'Angra da Cerva
- Plage de Burdo
- Plage da Cruz
- Plage du Carreiro de Fazenda
- Plage de Furnas
- Plage Franquía
- Plage du phare
- Plage de Malhão
- Plage de Patacho
- Plage de Porto das Barcas

## Fêtes et pèlerinages
Nossa Senhora da Graça (Notre Dame de la Grâce) est la patronne de Vila Nova de Milfontes. Une fête est organisée en son honneur le 8 août, avec une procession fluviale comme point d'orgue.
Chaque année, entre avril et mai, se tient une foire du tourisme comprenant des animations musicales, des stands gastronomiques ainsi que d'autres attractions, notamment sur l'Avenida Marginal da Praia. La ville organise deux autres foires annuelles dans l'enceinte du marché Brunheiras le 1er mai et le 8 août.

## Économie
Les principales activités économiques de Vila Nova de Milfontes se répartissent entre le tourisme, le commerce et les services, l'agriculture, l'élevage, la pêche, la sylviculture et le bâtiment.

## Lieux-dits
Vila Nova de Milfontes compte 64 lieux-dits : Águas Ferrenhas, Alagoachos, Aldeamento Moinho da Asneira, Ameiralinho, Bogaga, Brejo da Zimbreira, Brejo do Armando, Brejo dos Pinheiros, Brejos da Comenda, Brejos das Figueiras, Brejos do Bom Comer, Brunheiras, Bufardas, Cerca da Casa, Cerca do Canal, Près de Moinho de Vento, Chaviscas, Phare, Fonte da Burra, Foros da Alpendurada, Foros da Caiada, Foros da Pereira, Foros da Pereirinha, Foros de Galeado, Foros do Freixial, Furnas, Lagoa das Gansas, Lagoa dos Gansos, Malhadinhas, Monte da Boa Vistinha, Monte da Gama, Monte da Vigia, Monte das Canas, Monte das Casas Novas, Monte das Dobadoras, Monte das Pereiras, Monte de Adail, Monte do Amaral, Monte do Barranco, Monte do Delevado, Monte do Freixial, Monte do Malhão, Monte dos Parvos, Monte Fiuza, Monte Moinho Novo, Pousadas Novas, Pousadas Velhas, Quinta da Assumada, Quinta da Boa Vista, Quinta da Viola, Quinta de São Valentim, Quinta do Areeiro, Quinta Lopes Almeida, Ribeira da Watermill, Samoqueira, Sela de Baixo, Sela de Cima, Selle d le Moyen, Vela de Estai, Venda Fria, Vila de Campos, Vila Formosa, Vila Nova de Milfontes, Viveiros da Vila Nova.

## Élections

### Conseil municipal
| Date | %         | M         | %    | M    | %    | M    | %       | M       | %       | M       | %         | M         |
| Date | APU / CDU | APU / CDU | PS   | PS   | AD   | AD   | PPD/PSD | PPD/PSD | INDIANA | INDIANA | PSD - CDS | PSD - CDS |
| ---- | --------- | --------- | ---- | ---- | ---- | ---- | ------- | ------- | ------- | ------- | --------- | --------- |
| 1976 | 50.1      | 5         | 44,0 | 4    |      |      |         |         |         |         |           |           |
| 1979 | 65,4      | 9         | 10.2 | 1    | 22.3 | 3    | AD      | AD      |         |         |           |           |
| 1982 | 58.3      | 8         | 15.2 | deux | 22.2 | 3    | AD      | AD      |         |         |           |           |
| 1985 | 57,7      | 6         | 16.0 | 1    |      |      | 23.4    | deux    |         |         |           |           |
| 1989 | 32,6      | 3         | 53.1 | 5    | 10.5 | 1    |         |         |         |         |           |           |
| 1993 | 20,5      | deux      | 24.0 | deux | 11.2 | 1    | 40.2    | 4       |         |         |           |           |
| 1997 | 24,7      | deux      | 32,7 | 3    |      |      | 37,9    | 4       |         |         |           |           |
| 2001 | 19.7      | deux      | 52,6 | 5    | 23,0 | deux |         |         |         |         |           |           |
| 2005 | 21.3      | deux      | 34.2 | 3    | 29,5 | 3    | 9.6     | 1       |         |         |           |           |
| 2009 | 15.4      | 1         | 27,9 | 3    | 21.1 | deux | 29.3    | 3       |         |         |           |           |
| 2013 | 16.7      | deux      | 32,7 | 3    | 12.3 | 1    | 29.4    | 3       |         |         |           |           |
| 2017 | 8.7       | 1         | 58.3 | 6    | 19.3 | deux | 4.5     | -       |         |         |           |           |